# Club Deportivo Escolar Sankt Thomas Morus
O Club Deportivo Escolar Sankt Thomas Morus é  um time chileno de voleibol indoor masculino da cidade de Santiago após conquistar o título nacional na temporada 2016-17 qualificou-se pela primeira vez para disputar o Campeonato Sul-Americano de Clubes de 2018 no Brasil.

## Títulos conquistados
- Campeonato Chileno:2016-17